# 1910 no cinema

## Principais filmes estreados
- ( Alemanha) Der blaue Diamant de  Viggo Larsen[1]
- ( Brasil) O Cometa de Julio Ferrez, sátira da passagem do cometa Halley
- ( Estados Unidos) Frankenstein (1910) de J. Searle Dawley, baseado no livro Frankenstein de Mary Shelley
- ( Brasil) Paz e Amor de Alberto Moreira, crítica ao até então Presidente da República Nilo Peçanha

## Nascimentos
| Data            | Nome                 | Profissão                 | Nacionalidade  | Observações | Ref |
| --------------- | -------------------- | ------------------------- | -------------- | ----------- | --- |
| 10 de fevereiro | Jorge Brum do Canto  | cineasta                  | Portugal       | m. 1994     |     |
| 27 de Fevereiro | Joan Bennett         | atriz                     | Estados Unidos | m. 1990     |     |
| 23 de Março     | Akira Kurosawa       | cineasta                  | Japão          | m. 1998     |     |
| 4 de Julho      | Gloria Stuart        | atriz                     | Estados Unidos | m. 2010     |     |
| 6 de Agosto     | Charles Crichton     | cineasta                  | Reino Unido    | m. 1999     |     |
| 8 de Agosto     | Sylvia Sidney        | atriz                     | Estados Unidos | m. 1999     |     |
| 29 de Setembro  | Virginia Bruce       | atriz                     | Estados Unidos | m. 1982     |     |
| 27 de Outubro   | Frederick de Cordova | cineasta e produtor de TV | Estados Unidos | m. 2001     |     |
| 27 de outubro   | Jack Carson          | ator                      | Canadá         | m. 1963     |     |
| 13 de Dezembro  | Van Heflin           | ator                      | Estados Unidos | m. 1971     |     |
| 7 de Dezembro   | Rod Cameron          | ator                      | Canadá         | m. 1983     |     |

## Mortes
| Data | Nome | Profissão | Nacionalidade | Observações | Ref |
| ---- | ---- | --------- | ------------- | ----------- | --- |